# NGC 2143
NGC 2143 is een open sterrenhoop in het sterrenbeeld Orion. Het hemelobject werd op 2 februari 1831 ontdekt door de Britse astronoom John Herschel.